# Alumide
L'Alumide è un materiale di colore grigio metallico, utilizzato nella stampa 3D, costituito da poliammide associata a polvere di alluminio. Il nome del composto è una combinazione delle parole alluminio e poliammide. Il materiale viene stampato sinterizzando un vassoio di polvere, strato per strato. L'alumide è molto più rigida rispetto ad altri materiali utilizzati nella stampa 3D, ha un caratteristico aspetto metallico e può anche sopportare carichi termici molto più elevati, mantenendo la forma a temperature che causerebbero la fusione di altri composti termoplastici, come ad esempio l'acido polilattico.
La finitura delle superfici dei componenti in Alumide può essere ulteriormente raffinata tramite altre lavorazioni, ad esempio la burattatura. Fresatura e tornitura sono ulteriori lavorazioni con CNC cui si presta molto bene questo materiale. 